# Преобразувател ток-в-напрежение
Преобразувателят ток-в-напрежение е електронно устройство с вход и изход. В електрониката се използват три типа устройства: генератори (имат само изходи), преобразуватели (имат входове и изходи) и товари (имат само входове). Най-често те използват напрежение като входно/изходна величина.
В някои случаи има нужда от преобразуватели, които имат токови входове и напрежителни изходи. Типична ситуация е измерването на ток с инструменти с напрежителни входове. Преобразувател ток-в-напрежение е веригата, която извършва преобразуването. Това е линейна верига с коефициент на преобразуване k = VOUT/IIN, с размерност [V/A] (познат като съпротивление).
Типични приложения на преобразувателя ток-в-напрежение са измерване на токове с инструменти с напрежителни входове, създаване на източници на напрежение, контролирани от ток, изграждане на пасивни и активни преобразуватели напрежение-в-напрежение и др. В някои случаи пасивния преобразувател работи добре; в други се налага използването на активен. Има близка връзка между двата – активния преобразувател се получава от пасивния.
Идеалният преобразувател ток-в-напрежение има нулево вътрешно съпротивление (импеданс) и на практика окъсява веригите.

## Основна идея на пасивния преобразувател

### Неелектрически случай (светът около нас: поток поражда налягане)
В природата има много ситуации, в които налягане (напр. количество) поражда движение, както например водата опитваща се да преодолее дадена преграда. Съществуват и противоположните ситуации, в които движението на частици поражда налягане, като например:

 – механично – Ако се опитаме да спрем движеща се кола с тялото си, тя ще окаже натиск върху нас.

 – хидравлично – Прищипете маркуч по средата и ще установите, че се поражда налягане около захванатия участък.
В този ред на мисли потокът, налягането и преградата са взаимно свързани. Обикновено изходното налягане, като променлива, е пропорционално на входния поток; по този начин потокът, като съставен от много части, създава (преобразува се в) налягане – т.е. системата действа като единно цяло.
За да се породи налягане, на пътя на потока трябва да бъде поставена преграда.

#### Електрически случай: ток поражда напрежение
Строеж на ел.верига. В електричеството ако ток Iin протича през резистор R (фиг.2), резисторът възпрепятства (устоява) на тока. В резултат се появява пропорционален пад на напрежение Ur = R.Iin през резистора, според формулираното в закона на Ом преобразуване на ток в напрежение (U= R.I). В тази ел. верига, напрежението Vr играе ролята на изходното напрежение Uout. (Ur е създадено не от резистора, а от магнитното поле в източника на ток). По този начин токът Iin се преобразува в пропорционалното напрежение Uout; резисторът R играе ролята на преобразувател на ток в напрежение – линейната електрическа верига е с предавателен коефициент k = Uout / Iin [V/mA], с размерност – съпротивление.
Действие на ел. верига. Фиг.2 представя графично действието на ел. схема, основано на токовия контур и напрежителните участъци. Плътността на тока е пропорционална на големината му, а височината на напрежителните участъци е пропорционална на съответното напрежение.
Фиг.3 е графическа интерпретация на ел. верига и на закона на Ом. Токът и напрежението през двата компонента (източника на ток и резистора) са еднакви, а техните волт-амперни характеристики (ВАХ) са представени на обща координатна система. Пресечната точка на двете прави е работната точка А; тя представя съответната големина на тока IA и напрежението VA. При промяна на входния ток Iin, работната точка А се движи вертикално по кривата, представяща ВАХ на резистора R; наклонът и представлява коефициентът на преобразувателя.
Фиг.4 показва друга атрактивна графическа интерпретация на закона на Ом – напрежителна диаграма (описание на напрежението по резистивния филм в линеен резистор). При промяна на входния ток, локалното напрежение по резистивния филм намалява постепенно от ляво надясно. В тази последователност, ъгълът α представлява входния ток Iin.

#### Приложения на пасивния преобразувател

##### Преобразувател ток-в-напрежение като изходно устройство
Постоянен източник на напрежение. Въпреки че съществуват някои източници на постоянно напрежение в природата (еднократни и презареждащи се батерии), често те не са подходящите за дадена цел. Затова ако разполагаме с източник на ток, но имаме нужда от източник на напрежение, то той може да бъде изграден. За тази цел пасивният преобразувател ток-в-напрежение трябва да бъде включен последователно на източника на ток според следната формула:
Източник на напрежение = Източник на ток + Пасивен преобразувател ток-в-напрежение
Най-простото осъществяване на тази идея е показано на фиг.5, където нискоомен резистор е свързан паралелно на входното устройство Iin (идеята на Нортън в електричеството). Ако товарът е идеален (това е, когато има безкрайно съпротивление), ще се генерира постоянно напрежение VOUT = R.IIN. Това напрежение ще влияе на ел. ток, ако входният източник на ток не е идеален.
Съставни пасивни преобразуватели. Също така, в популярните пасивни ел. вериги от капацитивни диференциатори, индуктивни интегратори, антилогаритмични преобразуватели и т.н. резисторът действа като преобразувател ток-в-напрежение (I-to-V преобразувател):
V-to-V CR диференциатор = V-to-I C диференциатор + I-to-V преобразувател
V-to-V LR интегратор = V-to-I L интегратор + I-to-V преобразувател
V-to-V DR антилогаритмичен преобразувател = V-to-I D антилогаритмичен преобразувател + I-to-V
Например, класическият капацитивно-резистивен диференциатор (показан на фиг.6) е изграден чрез използване на по-прост V-to-I капацитивен диференциатор (обикновен кондензатор) и I-to-V преобразувател.
В тези вериги, резисторът R действа като I-to-V преобразувател, представляващ пад на напрежение VR, което въздейства на възбуденото напрежение Vin. В резултат на това, токът намалява и се появява грешка.
Колекторен резистор в транзисторни схеми. Транзисторът е устройство, което генерира ток. Следователно, за да получим напрежение на изхода, в изходната верига на транзисторното стъпало трябва да свържем колекторен резистор (фиг. 7). Примери за тези технически похвати са схемите Общ емитер, Обща база и Диференциален усилвател, транзисторен превключвател и т.н.:
Изходно напрежителен транзистор = Изходно токов транзистор + I-to-V преобразувател
Колекторният резистор на транзистора действа като I-to-V преобразувател. Тъй като падът на напрежение VRc е плаващ, обикновено допълнителният пад на напрежение VCE – VRc се използва като изходно напрежение. В резултат тези транзисторни вериги са инвертиращи (когато вх. напрежение расте, изходното напрежение спада). Подобна техника се използва, за да получим напрежение в транзисторния емитер (виж частта по-долу за negative feedback current source). Примери за тези технически похвати са всички транзисторни схеми, които използват последователна отрицателна обратна връзка. Емитерният резистор на транзистора действа като I-to-V преобразувател.

##### Преобразувател ток-в-напрежение като входно устройство
Съставен амперметър. Днес уредите за измерване (електронни мултицети, АЦП и т.н.) са най-често волтметри. Ако има нужда от измерване на ток, то преди волтметъра се свързва обикновен I-to-V преобразувател (шунтов резистор) (фиг. 8). Този амперметър е съставно устройство, което се състои от 2 компонента:
Съставен амперметър = I-to-V преобразувател + Волтметър
Шунтовият резистор от съставния амперметър действа като I-to-V преобразувател. Въпреки че активната версия е перфектното решение за измерване на ток, по-популярните мултиметри използват точно пасивната версия, за да измерват големи токове.

##### Преобразувател ток-в-напрежение като част от отрицателната обратна връзка на преобразувател напрежение-в-ток
Схемите за отрицателна обратна връзка имат уникалната способност да обръщат логиката в електронните преобразуватели, свързани в обратна връзка. Например: операционен неинвертиращ усилвател всъщност е обратен напрежителен делител, операционен интегратор е обратен диференциатор, операционен логаритмичен преобразувател е обратен антилогаритмичен преобразувател и т.н.
Също така, операционният усилвател с V-to-I преобразувател (постоянен източник на ток, който се контролира чрез напрежение), построен чрез използването на отрицателна обратна връзка, всъщност е превключващ I-to-V преобразувател. Тази идея е осъществена на фиг. 9 (версия с транзистор като източник на ток) и на фиг. 10 (версия с ОУ като източник на ток), където I-to-V преобразувателят (неозначения резистор R) е свързан в отрицателната обратна връзка. Падът на напрежение VR, пропорционален на тока I се сравнява с входното напрежение VZ. За тази цел, двете напрежения се свързват последователно и тяхната разлика dV = VZ – VR се прилага към входната част на регулиращия елемент (връзката база-емитер на транзистора Т или диференциалния вход на операционния усилвател OA). В резултат на това регулиращият елемент създава ток I = VR/R ≈ VZ/R чрез промяна на неговото изходно съпротивление, така че напрежителната разлика да е нула. По този начин изходния ток е пропорционален на входното напрежение; цялата верига действа като V-to-I преобразувател.

#### Недостатъци на пасивните преобразуватели
Пасивният I-to-V преобразувател (като всички пасивни вериги) не е идеален поради 2 причини:
Резистор R. Падът на напрежение VR въздейства на входния ток IIN като резисторът R консумира енергия от входния източник (фиг. 11). Противоречието се състои в следното: от една страна, падът на напрежение VR е полезен като той служи за изходно напрежение; от друга страна този пад на напрежение е вреден тъй като той на практика модифицира съществуващото напрежение VRi, което създава ток. В тази класификация напрежителната разлика VIN – VR определя тока вместо напрежението VIN (резисторът Ri всъщност действа като обратен V-to-I преобразувател). В резултат токът намалява.
Товарно съпротивление. Като допълнение, ако товарът има определено крайно съпротивление (вместо безкрайно), част от тока IIN ще се отклони през него. В резултат на това токът IIN и напрежението VOUT ще се намалят. Проблемът отново е в това, че товарът консумира енергия от пасивната верига.

## Подобрение: Активен преобразувате на ток-в-напрежение

### Основната идея зад активната версия

#### Неелектрически домейн: Премахване на смущение чрез еквивалентно „антисмущение“
Активната версия на конвертора на ток в напрежение се основава на добре позната техника от ежедневието, при която компенсираме нежеланите ефекти, причинени от нас самите чрез използване на еквивалентни анти-действия. Тази идея се осъществява чрез използването на допълнителен източник на енергия, който „помага“ на главния източник като компенсира локалните загуби причинени от вътрешните нежелани „фактори“ (за разлика от активния конвертор на напрежение в ток, при който допълнителният източник на енергия компенсира загубите, причинени от външните „фактори“). Пример: ако сме счупили прозорец през зимата, пускаме отоплителен уред, който компенсира загубата на топлина, и обратно, през лятото пускаме климатика. Други примери: ако колата ни се блъсне в друга кола, застрахователната компания компенсира щетите, които сме причинили на другата кола; ако създаваме проблеми на други хора, се извиняваме; ако сме похарчили пари от сметката си, започваме да внасяме повече пари в сметката си и т.н. Във всички тези случаи, имаме подготвени ресурси, които да използваме в случай на вътрешни загуби.

##### Електрически домейн: Премахване на напрежение чрез еквивалентно „антинапрежение“
Електрическа реализация. За да покажем как тази основна идея се прилага, за да се подобри пасивният конвертор на ток в напрежение, първо се използва еквивалентна електрическа верига (фиг. 12). В този активен конвертор на ток в напрежение, спадът в напрежението VR през вътрешния резистор R се компенсира като се добавя същото напрежение VH = VR към входното напрежение VIN. За тази цел последователно на резистора се свързва допълнителен последователен източник на напрежение BH. Той помага на източника на входящо напрежение, в резултат на което нежеланото напрежение VR и съпротивлението R изчезват (точката А става „виртуална маса“).
Активен I-to-V конвертор = пасивен I-to-V конвертор+ „помощен“ източник на напрежение
От къде да вземем изход? Степента на компенсиращата величина често се използва за индиректно измерване на първоначалнта (пример – претегляне с везни). Тази идея е приложена при верига на активен I-to-V конвертор чрез свързване на консуматор към компенсиращия източник на напрежение BH вместо към резистора. Това свързване има две предимства: 1. консуматорът е свързан към общата маса; 2. той консумира енергия от допълнителния източник, а не от входния източник. Затова, може да има по-малко съпротивление.

#### Реализация с операционен усилвател
Основната идея, описана по-горе, се реализира чрез I-to-V конвертор с ОУ (фиг. 13, 14). В тази верига, изходът на операционния усилвател е свързан последователно към източника на входно напрежение; инвертиращият вход на ОУ е свързан в точка А. В резултат на това, изходното и входното напрежение на ОУ се сумират.
От друга гледна точка, изходът на операционния усилвател е свързан последователно с резистора R на мястото на компенсиращия източник на напрежение BH от фиг. 12. В резултат на това, изходното напрежение на ОУ и падът на напрежение VR се изваждат; потенциалът на точка А е резултат на това изваждане (има свойствата на виртуална маса).
Операционен усилвател с I-to-V конвертор = пасивен I-to-V конвертор + „помощен“ операционен усилвател

#### Функциониране на верига с операционен усилвател
Нулевото входно напрежение се изразява в липсата на падове на напрежението или токове във веригата.
Положително входно напрежение. Ако входното напрежение VIN се вдигне над потенциала на масата, през резистора R започва да тече входящ ток IIN. В резултат на това се появява пад на напрежение VR през резистора и точка А започва да повишава потенциала си (входящият ток „издърпва“ точка А нагоре към положителното напрежение VIN). Усилвателят „наблюдава“ това и незабавно реагира: намалява изходното си напрежение под потенциала на масата като засмуква тока. Образно казано, усилвателят издърпва точка А надолу към отрицателното напрежение –V, докато занули потенциала си (да установи виртуална маса). Това става чрез свързване на част от напрежението, произведено от източника на отрицателна мощност –V, последователно с входното напрежение VIN. Двата източника на напрежение се свързват последователно в една и съща посока (като насочват веригата по часовниковата стрелка, означенията са – VIN +, – VOA +), така че напреженията се събират. Но спрямо масата имат противоположни поляритети.
Отрицателно входно напрежение. Ако входното напрежение VIN се намали под масата, входящият ток протича през резистора R в обратна посока (фиг. 15). В резултат на това, отново се появява спад на напрежението VR през резистора и потенциалът на точка А започва да спада (в този случай, входящият източник издърпва точка А надолу към отрицателното напрежение -VIN). Усилвателят „наблюдава“ това и реагира незабавно: той увеличава своето изходно напрежение над масата като „избутва“ тока навън. След това усилвателят издърпва точка А нагоре към положителното напрежение +V докато отново се занули потенциалът VA (виртуалната маса). За тази цел op-amp-ът слага част от напрежението, произведено от източника на положителна мощност +V последователно с входящото напрежение VIN. Двата източника на напрежение отново се свързват в една и съща посока ((като насочват веригата по часовниковата стрелка, означенията са + VIN -, + VOA -), така че напреженията се събират. Но спрямо масата имат противоположни поляритети както в горния случай.
Заключение. Във веригата на операционен усилвател с конвертора на ток в напрежение, усилвателят добавя толкова напрежение към напрежението на входящия източник, колкото губи през резистора. Усилвателят компенсира локалните загуби, причинени от вътрешния резистор.

#### Преобразувател срещу усилвател
Активният преобразувател ток-в-напрежение е усилвател с токови входове и напрежителни изходи. Печалбата от този усилвател се представя от съпротивлението R (K = VOUT/IIN = R); измерено в омове.
Входа има ниско вътрешно съпротивление и входния сигнал е ток. Изходът може да има ниско съпротивление, а изходния сигнал е напрежение.

#### Приложения на активния преобразувател
Операционните усилватели често се използват като приемници на оптична комуникация. Токът генериран от фотодетектор генерира и фотонапрежение, но нелинейно. Следователно усилвателят трябва да избегне висок волтаж чрез неговия нисък входен импеданс и генерира или 50 омен сигнал (който, между другото се счита за нисък импеданс от много учени), претоварващ коаксиалния кабел или напрежителен сигнал за по-голямо усилване. Забележете че най-голямо линейно усилване се наблюдава при усилване по ток при биполярния транзистор, така че вие можете да увеличите физ.величина преди импедансното преобразуване.
Тази схема се използва като основна част от по-сложни инжертиращи схеми с (паралелна) отрицателна обратна връзка: инвертиращ усилвател (фиг.16,17), CR диференциатор, LR интегратор, инвертиращ напрежителен суматор и т.н. Това са формулите по които могат да се построят тези схеми:
инвертиращ усилвател = конвертор на напрежение в ток + конвертер на ток в напрежение
CR диференциатор на напрежение в напрежение = С диференциатор на напрежение в ток + конвертер на ток в напрежение
LR интегратор на напрежение в напрежение = L интегратор на напрежение в ток + конвертер на ток в напрежение
DR непоследователен конвертор на напрежение в напрежение = D-непоследователен конвертер на напрежение в ток + конвертер на ток в напрежение

#### Несъвършенства на активните преобразуватели (от гледна точка на захранването)
Въпреки че активният преобразувател на ток в напрежение е една по-добра схема, популярните мултиметри не работят на този принцип. За да измерят ток, те използват пасивен преобразувател на ток в напрежение вместо почти идеалния активен. Причината в прилагането на това старомодно решение за измерване на токове е, че целия входен ток Iin преминава през „помощния“ източник на напрежение VН в активната версия (фиг.3). Следователно, източникът трябва да може да издържи такъв ток. Съответно, в практическата активна схема (фиг.4), както източника на енергия, така и ОУ трябва да издържат входния измерван ток. Например, ако се опитате да измерите ток 10А (нормалния максимален обхват на тока във всички електронни мултицети), ще трябва да използвате акумулатор за кола като захранване и мощен операционен усилвател, който може да разсейва 100W!
Активният преобразувател на ток в напрежение е перфектна схема; въпреки това е подходящ само за слаботокови приложения.